# Olympische Winterspiele 2014/Teilnehmer (Mazedonien)
| Gelbes Symbol für Goldmedaillen mit stilisierten Olympischen Ringen | Graues Symbol für Silbermedaillen mit stilisierten Olympischen Ringen | Braundes Symbol für Bronzemedaillen mit stilisierten Olympischen Ringen |
| ------------------------------------------------------------------- | --------------------------------------------------------------------- | ----------------------------------------------------------------------- |
| —                                                                   | —                                                                     | —                                                                       |

Mazedonien nahm an den Olympischen Winterspielen 2014 in Sotschi mit drei Athleten in zwei Sportarten teil.

## Sportarten

### Ski Alpin
| Männer - Antonio Ristevski |

### Skilanglauf
| Frauen - Marija Kolaroska | Männer - Darko Damjanovski |